# 日系ベネズエラ人
日系ベネズエラ人（にっけいベネズエラじん、スペイン語: Japonés Venezolano）は、日本人のルーツを持つベネズエラ国民、及び日本に生まれベネズエラに移民した人々である。

## 言語
日系ベネズエラ人2世では大多数がスペイン語と日本語を話すことができるが、3世以降ではスペイン語しか話せないことが多い。高等教育を受けたものは英語、フランス語などを話すことができる。

## 宗教
大多数の日系ベネズエラ人はカトリック教徒であり、残りは仏教徒等である。日系ベネズエラ人1世も現地に溶け込むため、多くがカトリックに改宗している。2世以降はそのほとんどがカトリック教徒である。

## 活躍する日系ベネズエラ人
移民の絶対数が少ないこともあり、特筆すべき活躍をした人物は数えるほどで、日系成功者としては、山梨県出身の米倉氏、静岡県出身の芹沢氏があげられる。
また、2005年から駐日大使を務めているセイコウ・ルイス・イシカワ・コバヤシ（日本名: 石川成幸）は日系ベネズエラ人二世である。